# Národní park Gateway Arch
Národní park Gateway Arch, dříve známý jako Jeffersonův národní památník expanze. Název Gateway Arch by se dal do češtiny volně přeložit jako Oblouk, který otevírá cestu na západ. Od roku 2018 patří mezi americké národní parky. Nachází se v St. Louis ve státě Missouri, v blízkosti výchozího místa Lewisovy a Clarkovy expedice. V době Thomase Jeffersona stálo město St. Louis hranici, na okraji neznámého, čekajícího na prozkoumání.

## Historie
Gateway Arch a její bezprostřední okolí byla původně označena jako národní památník výkonným nařízením ze dne 21. prosince 1935. V roce 2018 byl památník zařazen mezi národní parky a je spravován Správou národních parků (NPS – National Park Service). Ne všichni Američané souhlasí s redesignací památníku na národní park, který má podle definice chránit rozsáhlejší území a jeho přírodní bohatství, ne struktury postavené člověkem.
Památník byl založen na památku:
- Koupě Louisiany a následných cest amerických objevitelů a pionýrů směrem na západ;
- první občanské vlády západně od řeky Mississippi; a
- debaty o otroctví vyvolané případem Dreda Scotta.

Národní park má několik částí: Gateway Arch tvořenou ocelovým klenutým obloukem, který se stal ikonou města St. Louis; park o rozloze 36,8 hektarů vedoucí podél řeky Mississippi místy, kde stály nejstarší budovy města; Old Courthouse, bývalá státní a federální soudní budova; a rozsáhlé historické muzeum.

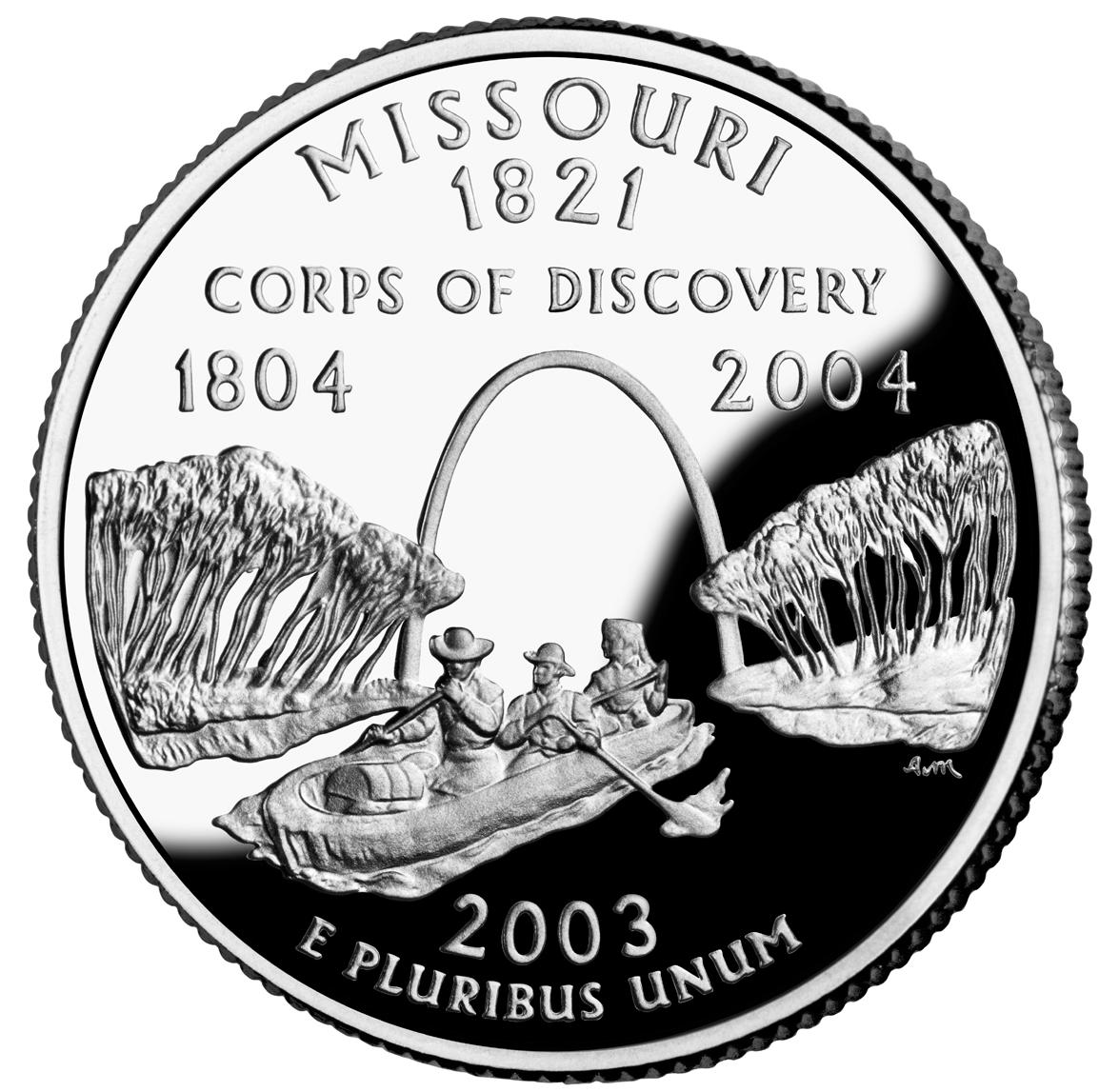
Missourský čtvrťák zobrazuje Gateway oblouk a Lewisovu a Clarkovu expedici

V roce 2003 byl Oblouk zobrazen na Missourském čtvrťáku.

## Fotogalerie

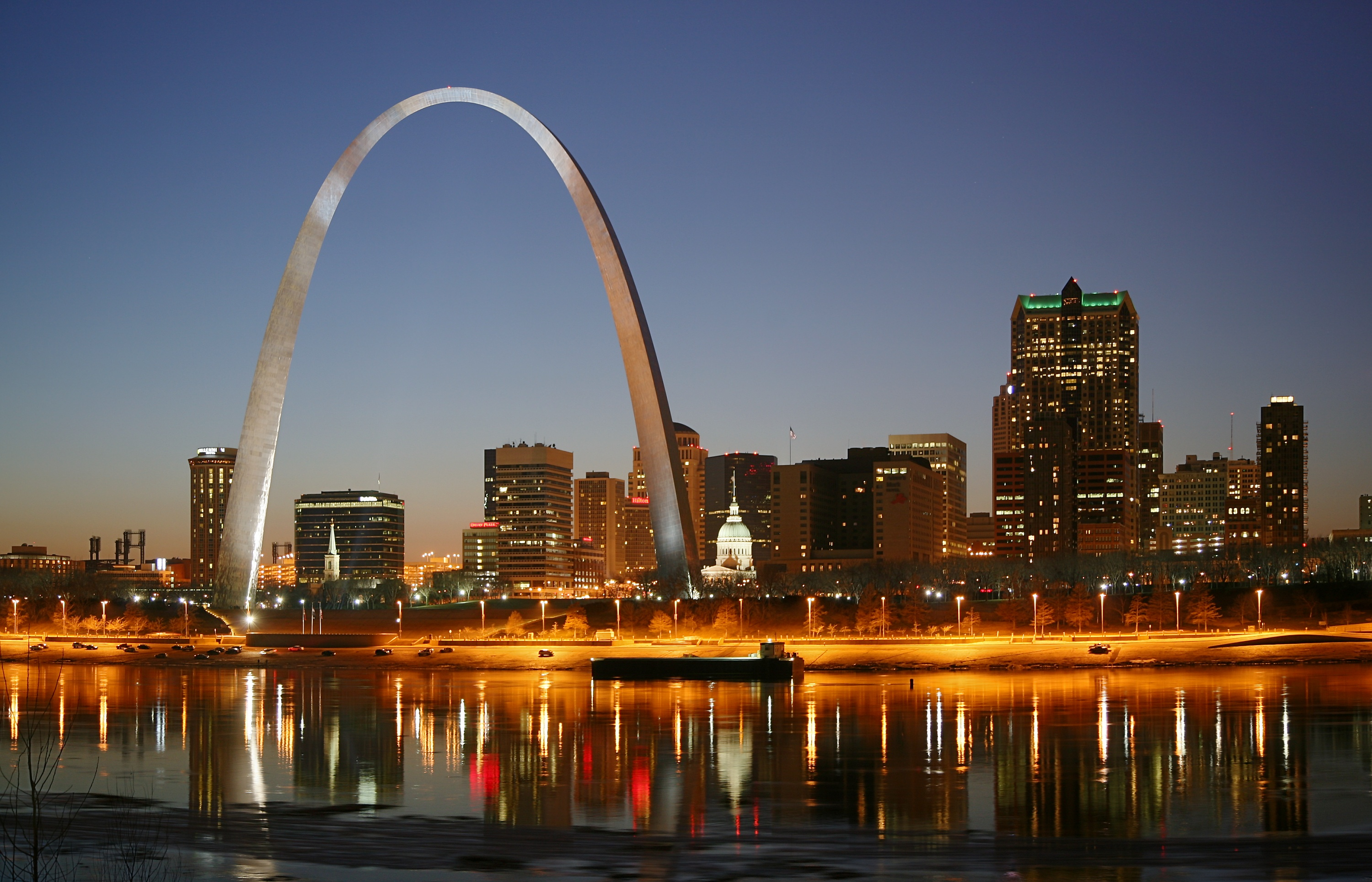
Pohled na Oblouk v noci
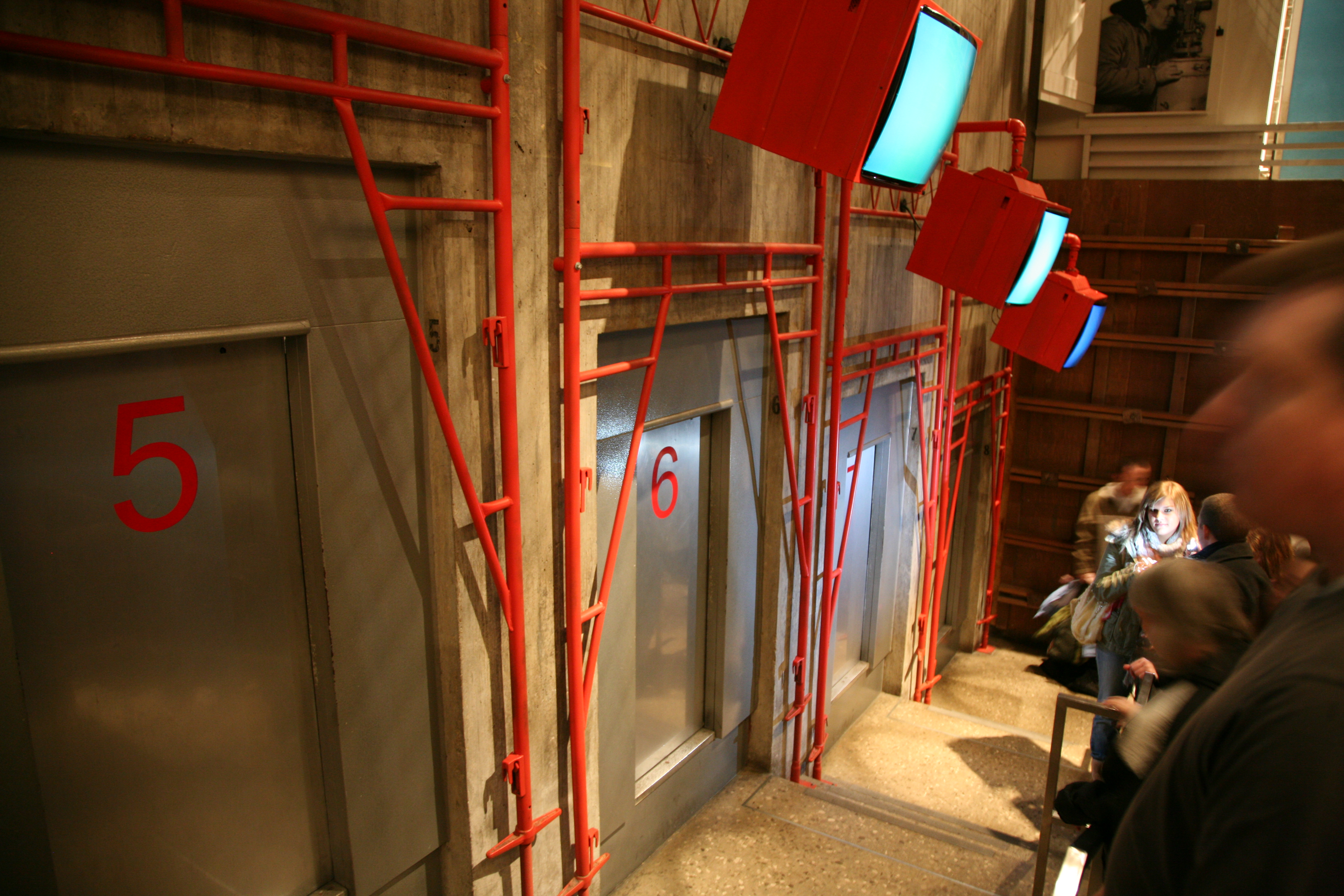
Fronta na výtah na jižní straně Oblouku
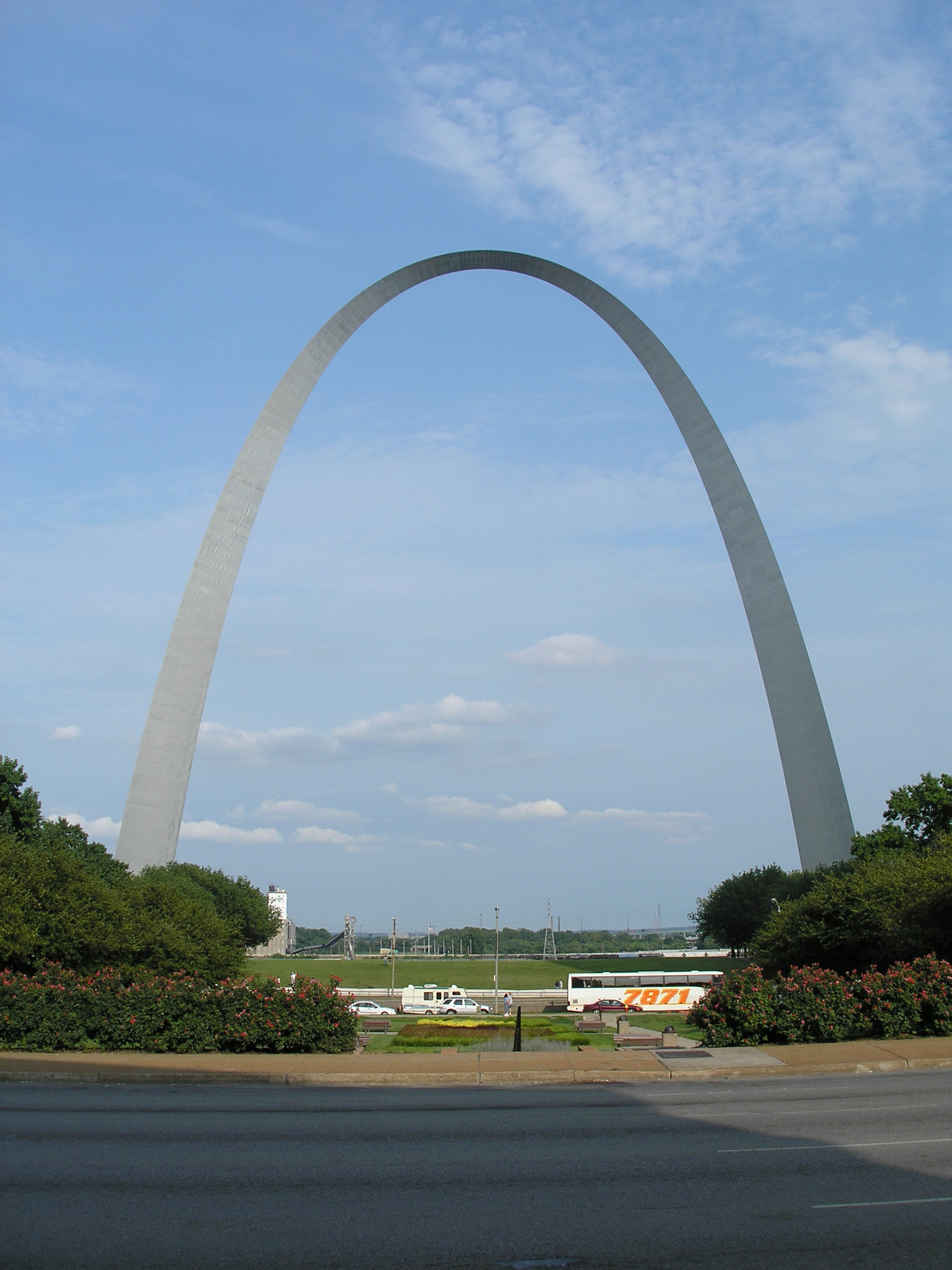
Pohled na Oblouk ze západu
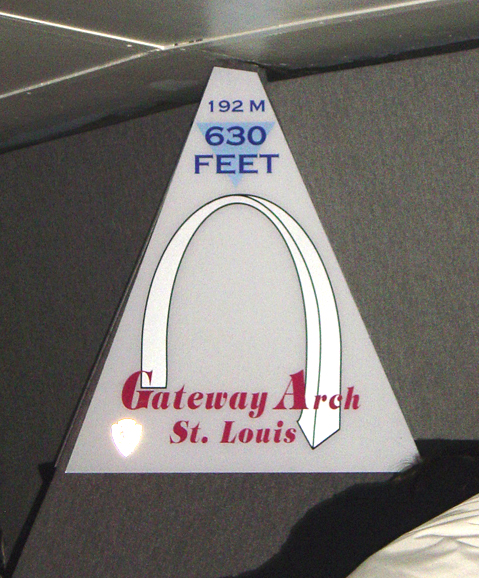
Značka na vrcholu vyhlídkové plošiny
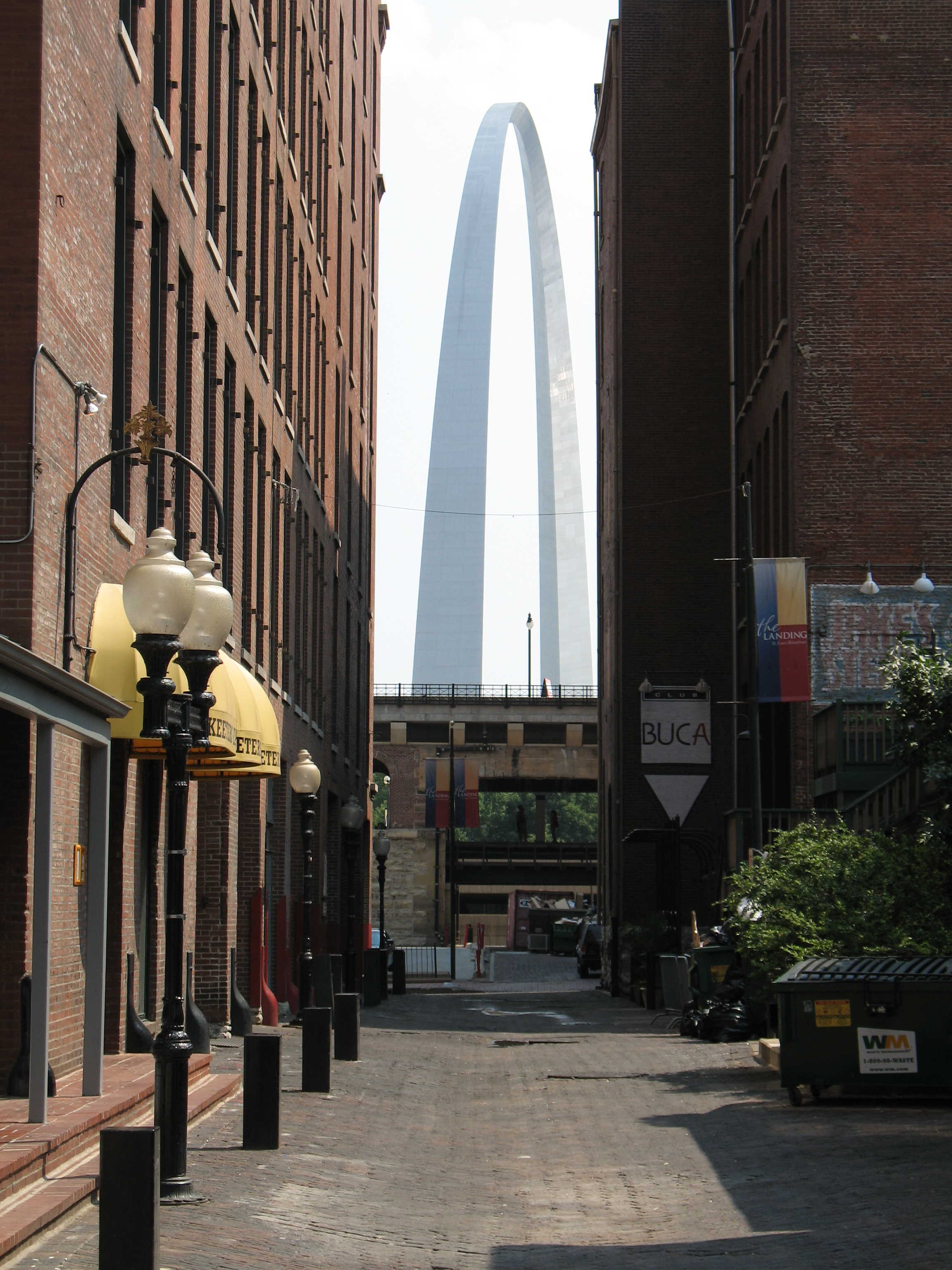
Pohled na Oblouk od Laclede's Landing
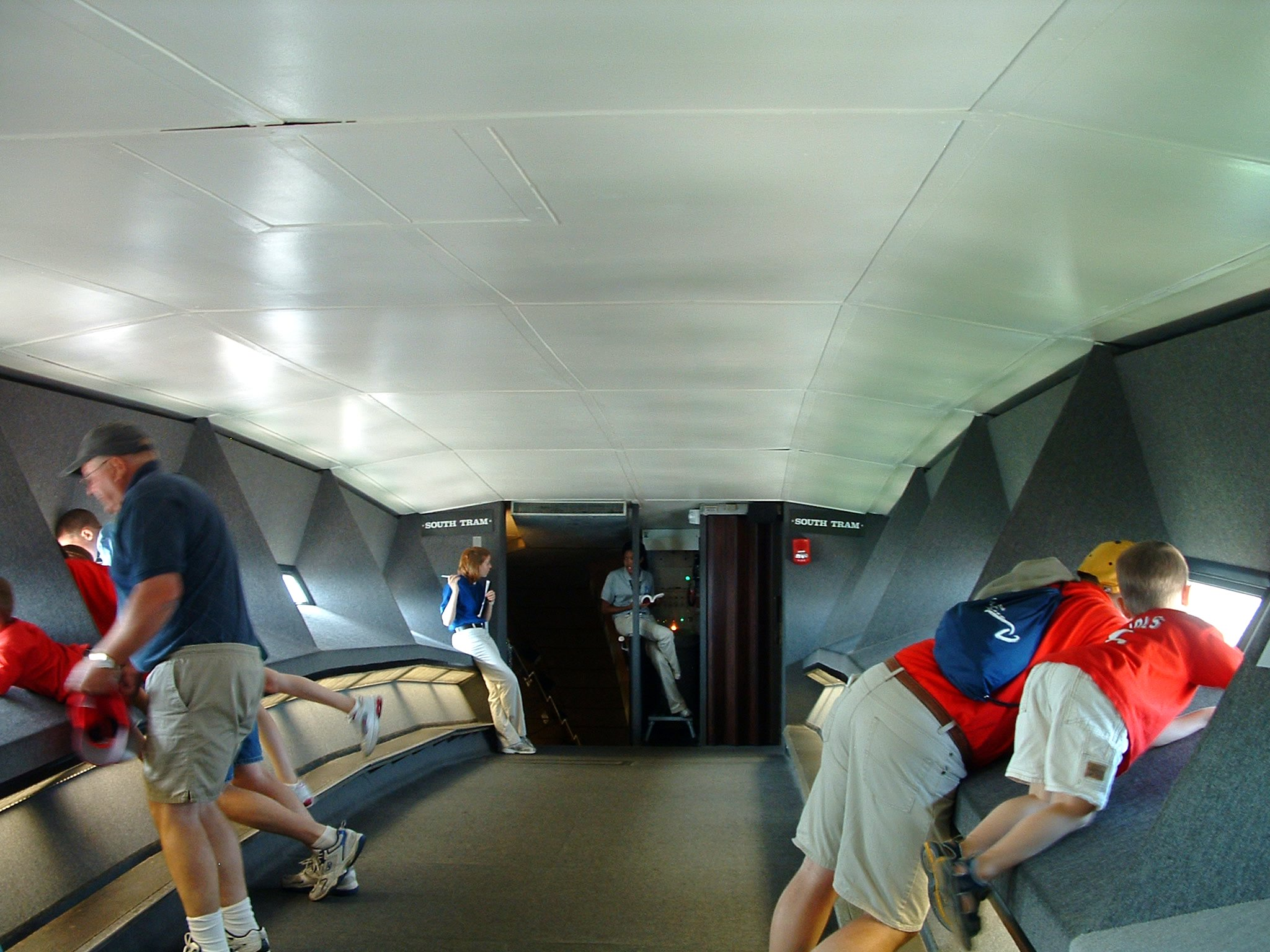
Vyhlídková plošina
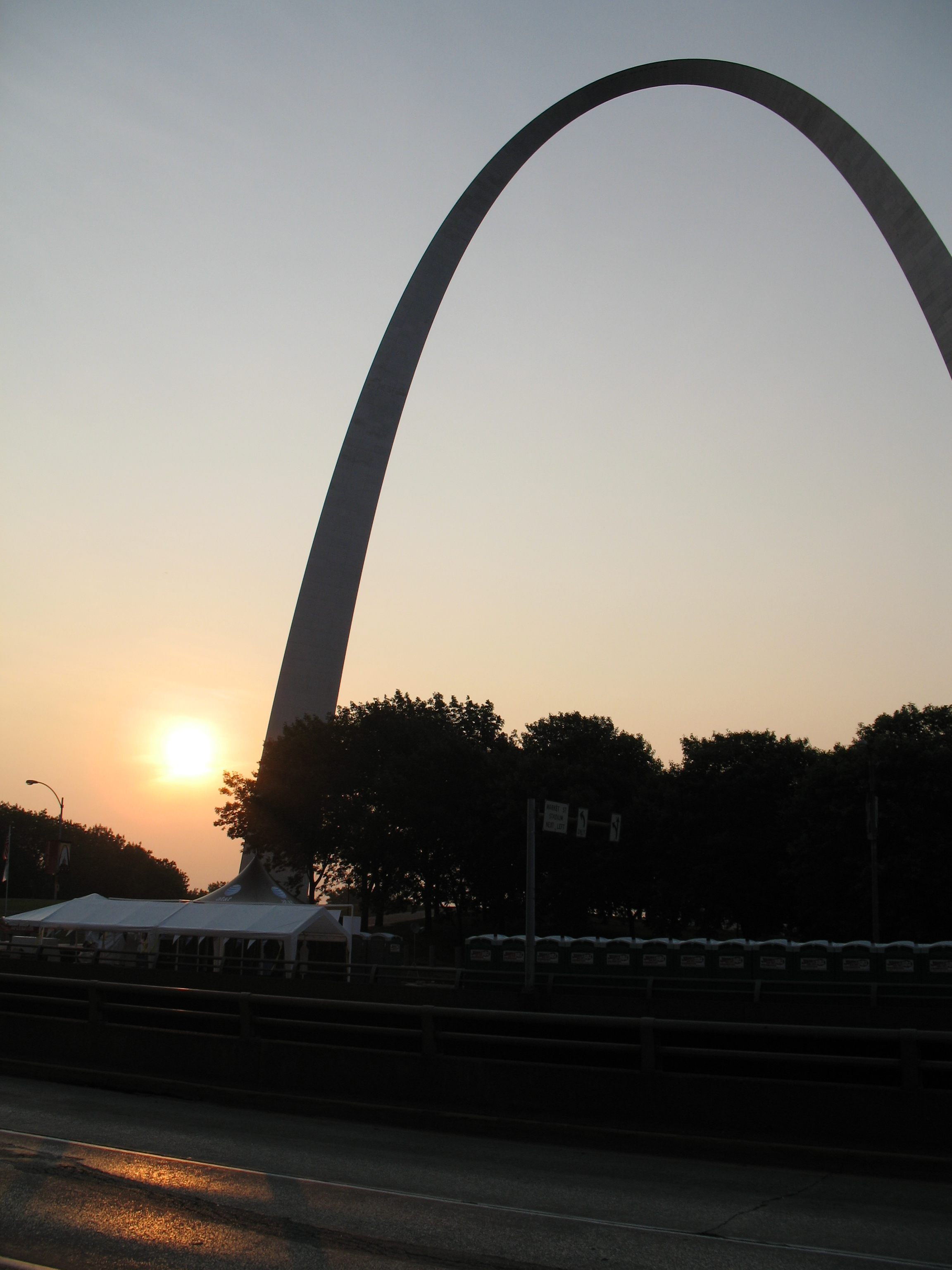
Oblouk za svítání
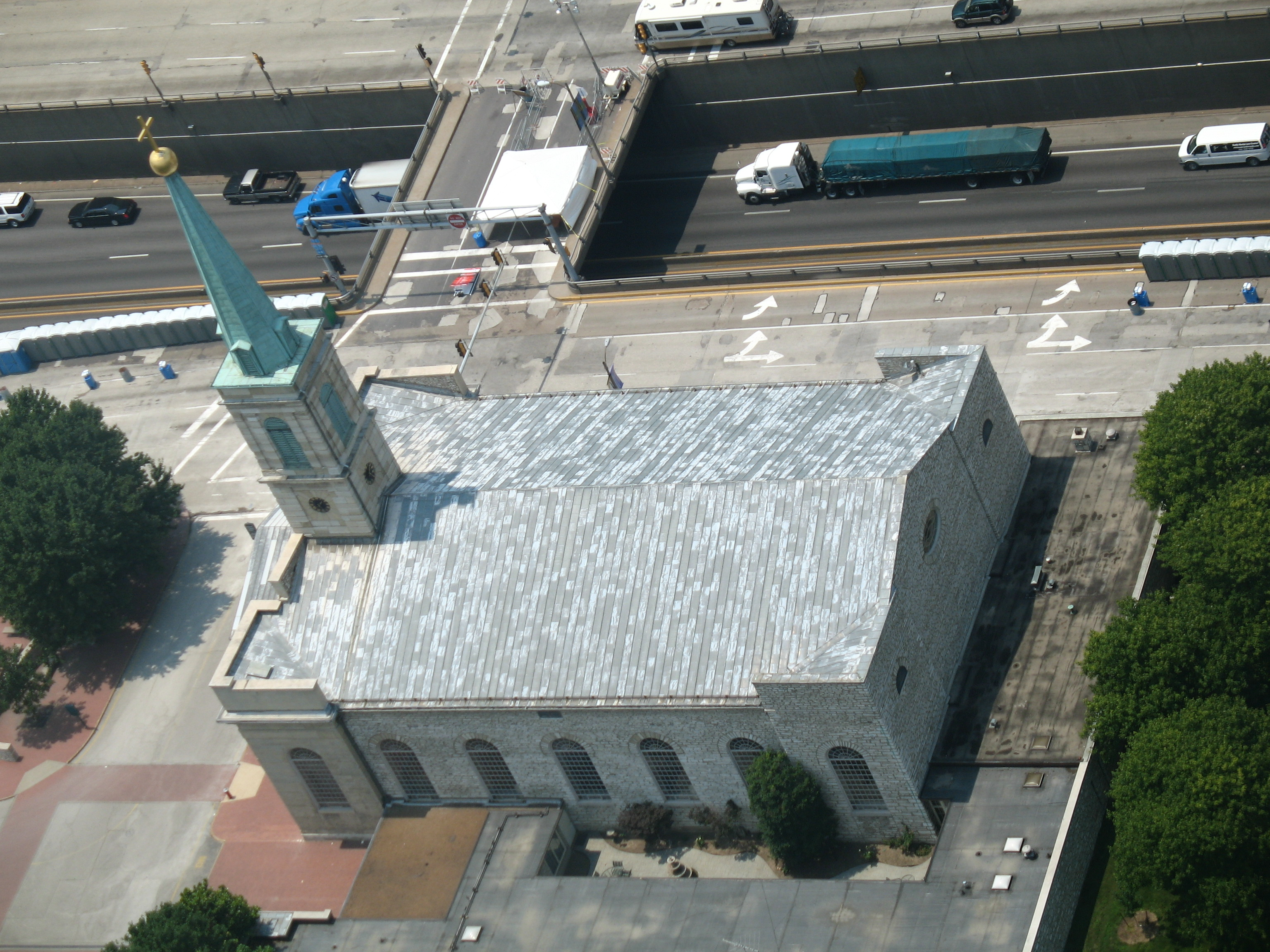
Pohled na Old Cathedral z vrcholu oblouku
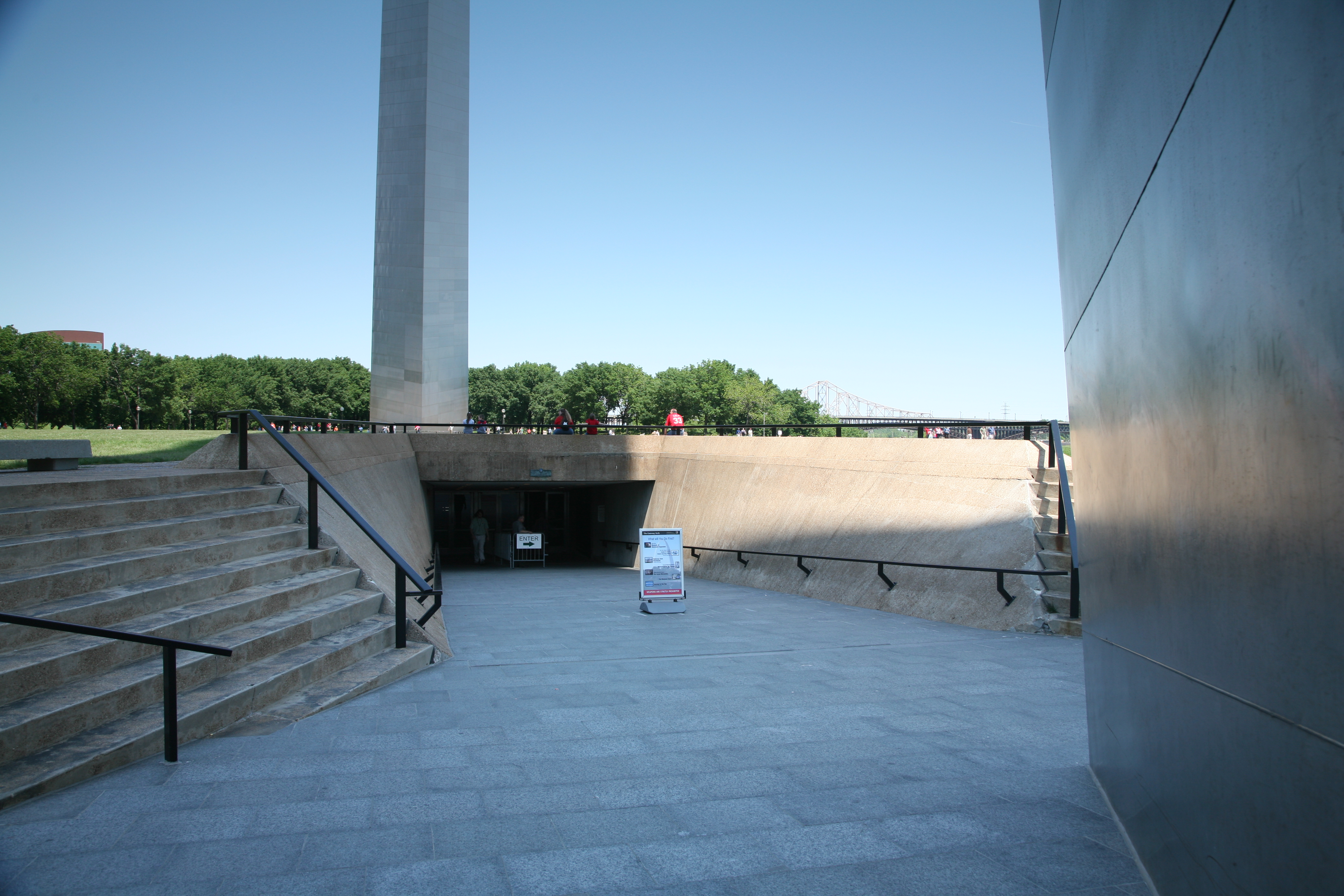
Jižní vstup do Oblouku
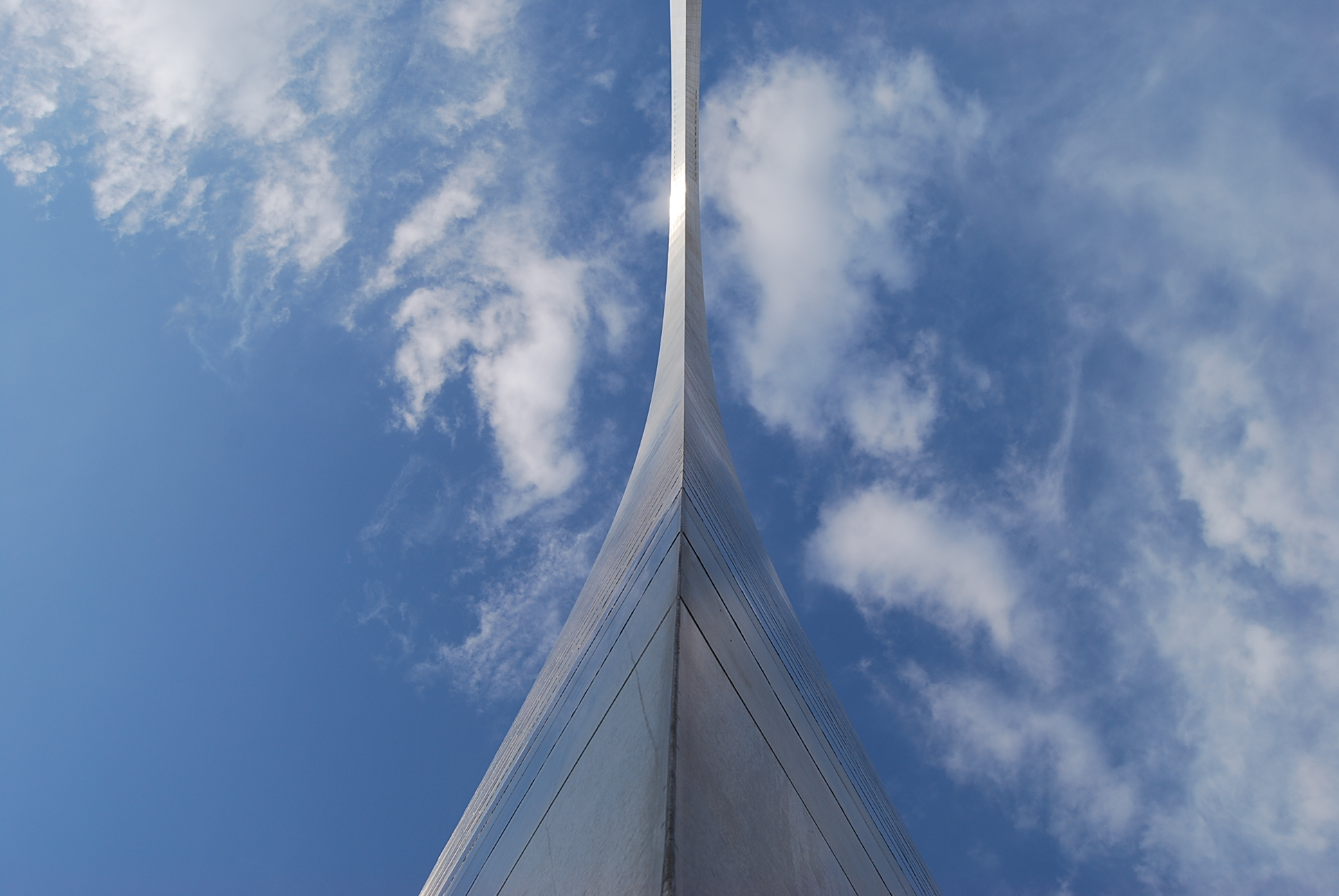
Pohled na Oblouk zespodu
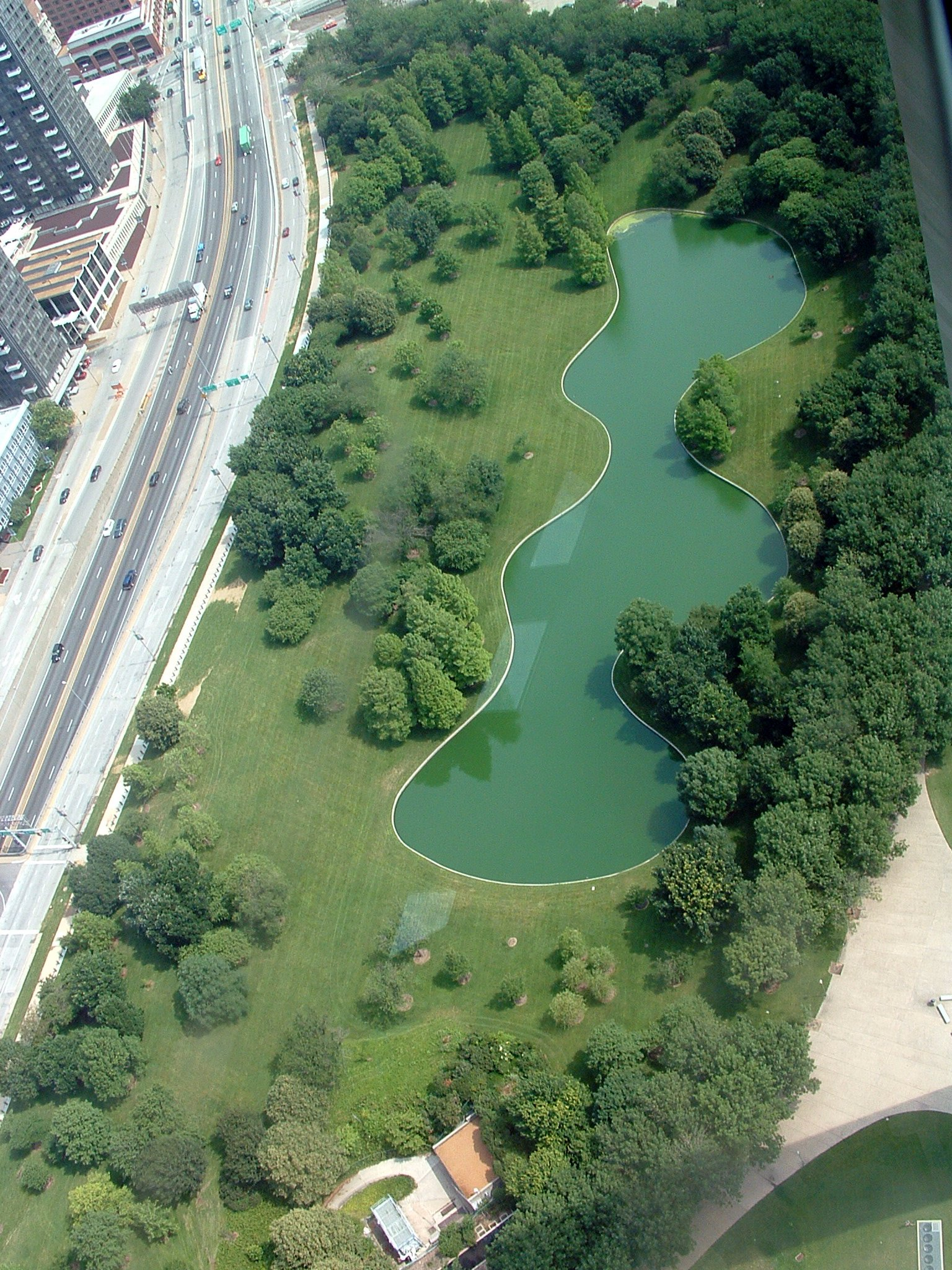
Pohled na North Pond z vyhlídkové plošiny
Pohled z vyhlídkové plošiny směrem na západ